# Las Flores, Comitán
Las Flores är en ort i Mexiko.   Den ligger i kommunen Comitán Municipality och delstaten Chiapas, i den sydöstra delen av landet, 800 km öster om huvudstaden Mexico City. Las Flores ligger 1 724 meter över havet och antalet invånare är 179.
Terrängen runt Las Flores är kuperad västerut, men österut är den platt. Runt Las Flores är det ganska tätbefolkat, med 70 invånare per kvadratkilometer. Närmaste större samhälle är Comitán, 2,9 km nordost om Las Flores. I omgivningarna runt Las Flores växer huvudsakligen savannskog.